# 柔道整復専門学校
柔道整復専門学校（じゅうどうせいふくせんもんがっこう）は、柔道整復師を養成するため柔道整復教育を行う厚生労働省が定めた柔道整復師養成所のうち、文部科学省が認可した専修学校である。
全日制・定時制（一部）で、修業年限は3年である。専門教育の中では、柔道整復術に関する講義だけでなく、医療処置や柔道整復技術に関する実技演習や、接骨院実習などが多いことも特徴である。
卒業と共に柔道整復師国家試験の受験資格が得られ、試験に合格することで柔道整復師になることができる。

## 養成所一覧

### 北海道
- 札幌青葉鍼灸柔整専門学校 ： はり師きゅう師科（昼間）、はり師きゅう師科（夜間）、柔道整復師科（昼間）
- 日本工学院北海道専門学校 ： 医療秘書科、|しん灸科、柔道整復科 はり師きゅう師科（昼間） (協会加盟校)
- 北海道ハイテクノロジー専門学校 ： 柔道整復学科 昼間部・夜間部(3年制) はり師きゅう師科（昼間）、はり師きゅう師科（夜間）、柔道整復師科（昼間）、柔道整復師科（夜間）、視能訓練士科（昼間）、臨床工学技士科（昼間）、義肢装具士科（昼間）
- 北海道柔道整復師会附属北海道柔道整復専門学校 ： 柔道整復師科（昼間）、柔道整復師科（夜間） (協会加盟校)

### 岩手県
- 盛岡医療福祉専門学校 ： はり師きゅう師科（昼間）、柔道整復師科（昼間）、柔道整復師科（夜間） (協会加盟校)

### 宮城県
- 赤門鍼灸柔整専門学校 ： あん摩マッサージ指圧師はり師きゅう師科（昼間）、はり師きゅう師科（夜間）、柔道整復師科（昼間）、柔道整復師科（夜間） (協会加盟校)
- 仙台医健専門学校 ： 理学療法士科（昼間）、理学療法士科（夜間）、柔道整復師科（昼間）、柔道整復師科（夜間）
- 仙台接骨医療専門学校 ： 柔道整復師科（昼間）、柔道整復師科（夜間） (協会加盟校)
- 東日本医療専門学校 ： はり師きゅう師科（昼間）、柔道整復師科（昼間）、柔道整復師科（夜間）

### 福島県
- 福島医療専門学校 ： はり師きゅう師科（昼間）、はり師きゅう師科（夜間）、柔道整復師科（昼間）、柔道整復師科（夜間）
- 郡山健康科学専門学校 ： 介護福祉学科、柔道整復学科、作業療法学科、理学療法学科、応用理学など (協会加盟校)

### 群馬県
- 育英メディカル専門学校 ： はり師きゅう師科（昼間）、はり師きゅう師科（夜間）、柔道整復師科（昼間）、柔道整復師科（夜間）
- 前橋東洋医学専門学校 ： 柔道整復師科（昼間） (協会加盟校)

### 埼玉県
- さいたま柔整専門学校 ： 柔道整復科（昼間）、柔道整復科（夜間） (協会加盟校)
- 大宮医療専門学院 ： 柔道整復科（昼間）、柔道整復科（夜間） (協会加盟校)
- 大川学園医療福祉専門学校 ： はり師きゅう師科（昼間）、はり師きゅう師科（夜間）、柔道整復師科（昼間）、柔道整復師科（夜間）

### 東京都
- 臨床福祉専門学校： 柔道整復学科（昼間3年制） 、理学療法学科（昼間3年制）（夜間4年制）、言語聴覚療法学科（昼間2年制）(協会加盟校)
- アルファ医療福祉専門学校 ： 柔道整復学科（午前部・午後部 3年制）はりきゅう学科（午前部・午後部 3年制）
- 首都医校 ： 柔道整復学科（昼間・夜間3年制）
- 都築学園グループ関東柔道整復専門学校 ： 柔道整復学科（昼間）、柔道整復学科（夜間） (協会加盟校)
- 山野医療専門学校 ： 柔道整復科（昼間）、柔道整師科（夜間） (協会加盟校)
- 新宿鍼灸柔整専門学校 ： ヒューマンサイエンス柔道整復学科 、はり師きゅう師科（昼間）、はり師きゅう師科（夜間）、柔道整復師科（昼間）、柔道整復師科（夜間） 新宿鍼灸柔整専門学校附属左門町柔道整復施術所がある
- 大川学園医療福祉専門学校 ： 柔道整復学科、鍼灸学科、介護福祉学科設置 ： 柔道整復師科（昼間）、柔道整復師科（夜間） (協会加盟校)
- 学校法人大東文化学園中央医療学園専門学校 ： はり師きゅう師科（昼間）、はり師きゅう師科（夜間）、柔道整復師科（昼間）、柔道整復師科（夜間） (協会加盟校)
- 帝京医学技術専門学校 ： 柔道整復師科（昼間）、柔道整復師科（夜間）、臨床検査技師科（昼間）、臨床工学技士科（昼間） (協会加盟校)
- 東京スポーツ・レクリエーション専門学校 ： 理学療法士科（昼間）、理学療法士科（夜間）、はり師きゅう師科（昼間）、はり師きゅう師科（夜間）、柔道整復学科（昼間）、柔道整復学科（夜間） (協会加盟校)
- 東京医学柔整専門学校 ： 柔道整復学科（昼間）、柔道整復師科（夜間） (協会加盟校)
- 東京医療専門学校 ： あん摩マッサージ指圧師はり師きゅう師科（昼間）、はり師きゅう師科（昼間）、はり師きゅう師科（夜間）、柔道整復学科（昼間）、柔道整復学科（夜間） (協会加盟校）
- 東京柔道整復専門学校 ： 柔道整復学科（昼間）、柔道整復学科（夜間） (協会加盟校)
- 日体柔整専門学校 ： 柔道整復科（昼間）
- 日本医学柔整鍼灸専門学校 ： はり師きゅう師科（昼間）、はり師きゅう師科（夜間）、柔道整復科（昼間）、柔道整復科（夜間） (協会加盟校)
- 日本健康ビジネス専門学校 ： 柔道整復師科（昼間）、柔道整復師科（夜間）
- 日本健康医療専門学校 ： 鍼灸学科（午前・午後）、柔道整復学科（午前・午後）(協会加盟校)
- 日本工学院八王子専門学校 ： はり師きゅう師科（昼間）、柔道整復師科（昼間） (協会加盟校)
- 日本柔道整復専門学校 ： 柔道整復師科（昼間）、柔道整復師科（夜間） (協会加盟校)
- 日本総合医療専門学校 ： 柔道整復師科（昼間）、柔道整復師科（夜間） (協会加盟校)
- 北豊島医療専門学校 ： 柔道整復師科（夜間）
- 了徳寺学園医療専門学校 ： はり師きゅう師科（昼間）、はり師きゅう師科（夜間）、柔道整復師科（昼間）、柔道整復師科（夜間） (協会加盟校)

### 神奈川県
- 横浜医療専門学校 ： はり師きゅう師科（昼間）、はり師きゅう師科（夜間）、柔道整復師科（昼間）、柔道整復師科（夜間）
- 呉竹鍼灸柔整専門学校 ： あん摩マッサージ指圧師はり師きゅう師科（昼間）、あん摩マッサージ指圧師はり師きゅう師科（夜間）、はり師きゅう師科（昼間）、はり師きゅう師科（夜間）、柔道整復師科（昼間）、柔道整復師科（夜間） (協会加盟校)
- 呉竹鍼灸柔整専門学校（午後） ： あん摩マッサージ指圧師はり師きゅう師科（昼間）、柔道整復師科（昼間）
- 神奈川柔道整復専門学校 ： はり師きゅう師科（昼間）、柔道整復師科（昼間）、柔道整復師科（夜間） (協会加盟校)

### 新潟県
- 新潟柔整専門学校 ： 第一柔道整復師学科（昼間）、第二柔道整復師学科（夜間）

### 石川県
- 北信越柔整専門学校 ： 柔道整復師科（昼間）、柔道整復師科（夜間） (協会加盟校)

### 長野県
- 信州医療福祉専門学校 ： はり師きゅう師科（昼間）、柔道整復師科（昼間）
- 長野救命医療専門学校 ： 柔道整復師科（昼間） (協会加盟校)

### 岐阜県
- 岐阜保健大学医療専門学校 ： 理学療法士科（昼間）、作業療法士科（昼間）、はり師きゅう師科（昼間）、はり師きゅう師科（夜間）、柔道整復師科（昼間）

### 静岡県
- 中央医療健康大学校 ： スポーツ柔整学科（昼間）、柔道整復学科（夜間）、理学療法士科（昼間）、はり師きゅう師科（昼間）、はり師きゅう師科（夜間）、歯科衛生学科（昼間）
- 専門学校白寿医療学院 ： 理学療法士科（昼間）、はり師きゅう師科（夜間）、柔道整復師科（昼間）
- 静岡医療学園専門学校 ： 医療専門課程 柔道整復学科（昼間）、柔道整復師科（夜間）
- 常葉学園医療専門学校 ： 理学療法士科（昼間）、作業療法士科（昼間）、はり師きゅう師科（昼間）、柔道整復師科（昼間）
- 専門学校浜松医療学院 ： はり師きゅう師科（昼間）、柔道整復師科（昼間） (協会加盟校)

### 愛知県
- 東海医療科学専門学校 ： 柔道整復科（昼間3年課程）午前・午後コース柔道整復師 理学療法士科（昼間）、作業療法士科（昼間）、視能訓練士科（昼間）、臨床工学技士科（昼間）
- 米田柔整専門学校 ： 柔道整復師科（昼間）、柔道整復師科（夜間） (協会加盟校)
- 名古屋福祉保育柔整専門学校 ： 柔道整復師科（昼間）、柔道整復師科（夜間）
- トライデントスポーツ医療科学専門学校 ： 理学療法士科（昼間）、はり師きゅう師科（昼間）、はり師きゅう師科（夜間）、柔道整復師科（昼間）、柔道整復師科（夜間）
- 中和医療専門学校 ： あん摩マッサージ指圧師はり師きゅう師科（昼間）、はり師きゅう師科（昼間）、あん摩マッサージ指圧師科（昼間）、柔道整復師科（夜間） (協会加盟校)
- 名古屋医専 ： 柔道整復学科（昼間・夜間3年制） 柔道整復師試験受験資格 理学療法士科（昼間）、理学療法士科（夜間）、作業療法士科（昼間）、作業療法士科（夜間）、はり師きゅう師科（昼間）、はり師きゅう師科（夜間）、視能訓練士科（昼間）、視能訓練士科（夜間）、臨床工学技士科（昼間）、臨床工学技士科（夜間）、言語聴覚士科（昼間）、言語聴覚士科（夜間）
- 名古屋医健スポーツ専門学校 ： 柔道整復科（Ⅰ部午前集中コース）、柔道整復科（Ⅱ部午後集中コース）、鍼灸科（Ⅰ部午前集中コース）、鍼灸科（Ⅱ部午後集中コース）、スポーツ科学科（スポーツトレーナーコース、スポーツインストラクターコース、スポーツメディカルコース）、トータルビューティー科（エステティックコース、メイクアップコース、ネイリストコース）

### 滋賀県
- ルネス紅葉スポーツ柔整専門学校 ： 柔道整復科 柔道整復師科（昼間） (協会加盟校)

### 京都府
- 京都医健専門学校 ： 鍼灸科（昼間）、鍼灸科（夜間）、柔道整復科（昼間）、柔道整復科（夜間）
- 仏眼医療学院 ： 柔道整復師科（昼間）、柔道整復師科（夜間） (協会加盟校)

### 大阪府
- アムス柔道整復師養成学院 ： 柔道整復師科（昼間）、柔道整復師科（夜間） (協会加盟校)
- 関西医療学園専門学校 ： 医療学科・柔道整復学科・理学療法学科と改称し、柔道整復学科を設置。理学療法士科（昼間）、あん摩マッサージ指圧師はり師きゅう師科（昼間）、はり師きゅう師科（昼間）、はり師きゅう師科（夜間）、柔道整復師科（昼間）、柔道整復師科（夜間） (協会加盟校)
- 近畿医療専門学校 ： 柔道整復師科（昼間）、柔道整復師科（夜間）
- 行岡整復専門学校 ： 柔道整復師科（昼間）、柔道整復師科（夜間） (協会加盟校)
- 国際東洋医療柔整学院 ： 柔整学科、柔道整復師科（昼間）、柔道整復師科（夜間）
- 森ノ宮医療学園専門学校 ： 大阪市東成区にある、はり師・きゅう師・柔道整復師を養成。 柔道整復学科（アドバンスコース・昼間部・夜間部）はり師きゅう師科（昼間）、はり師きゅう師科（夜間）、柔道整復師科（昼間）、柔道整復師科（夜間） (協会加盟校)
- 西日本柔道整復専門学校(学校法人八洲学園) ： 柔道整復師科（昼間） (協会加盟校)
- 大阪ハイテクノロジー専門学校 ： バイオテクノロジー技術者、臨床工学技士、柔道整復師、はり師、きゅう師、社会福祉士など。柔道整復師学科（昼間3年制） はり師きゅう師科（昼間）、はり師きゅう師科（夜間）、柔道整復師科（昼間）、柔道整復師科（夜間）、臨床工学技士科（昼間）、臨床工学技士科（夜間）
- 大阪医専 ： 柔道整復学科（昼間・夜間3年制）、臨床工学技士科（昼間）
- 大阪府柔道整復師会専門学院 ： 柔道整復師科（昼間）
- 日本統合メディカル学院 ： はり師きゅう師科（昼間）、はり師きゅう師科（夜間）、柔道整復師科（昼間）、柔道整復師科（夜間） (協会加盟校)
- 東洋医療専門学校 ： 救急救命士・歯科技工士・鍼灸師・柔道整復師を養成する専修学校 柔道整復師学科 はり師きゅう師科（昼間）、はり師きゅう師科（夜間）、柔道整復師科（昼間）、柔道整復師科（夜間）
- 平成医療学園専門学校 ： 平成柔道整復専門学院として設立 はり師きゅう師科（昼間）、はり師きゅう師科（夜間）、柔道整復学科（昼間）、柔道整復師科（夜間） (協会加盟校)
- 明治東洋医学院専門学校 ： はり師きゅう師科（昼間）、はり師きゅう師科（夜間）、柔道整復師科（昼間）、柔道整復師科（夜間） (協会加盟校)
- 履正社医療スポーツ専門学校 ： 理学療法士科（昼間）、理学療法士科（夜間）、はり師きゅう師科（昼間）、はり師きゅう師科（夜間）、柔道整復科（昼間） (協会加盟校)

### 和歌山県
- 和歌山医療スポーツ専門学校：柔道整復学科(昼間)、スポーツトレーナー学科(昼間)

### 兵庫県
- 兵庫柔整専門学校： 神戸市中央区元町にある兵庫県最西端の学校。　柔道整復師科（昼間）、柔道整復師科（夜間）
- 関西健康科学専門学校 ： 兵庫県芦屋市にある、 柔道整復学科 昼夜2部制 (協会加盟校)

### 岡山県
- 朝日医療専門学校岡山校 ： はり師きゅう師科（昼間）、はり師きゅう師科（夜間）、柔道整復師科（昼間）、柔道整復師科（夜間） (協会加盟校)

### 広島県
- IGL医療専門学校 ： はり師きゅう師科（昼間）、柔道整復師科（昼間）
- MSH医療専門学校 ： 柔道整復師科（昼間）、柔道整復師科（夜間） (協会加盟校)
- 朝日医療専門学校広島校 ： はり師きゅう師科（昼間）、はり師きゅう師科（夜間）、柔道整復師科（昼間）、柔道整復師科（夜間） (協会加盟校)

### 愛媛県
- 愛媛医療福祉専門学校 ： はり師きゅう師科（昼間）、柔道整復師科（昼間）

### 香川県 (協会加盟校)
- 四国医療専門学校 ： 鍼灸マッサージ学科、鍼灸学科、柔道整復学科、理学療法学科、作業療法学科及び看護学科 養成施設として厚生労働大臣より認定 柔道整復師、理学療法士及び作業療法士養成施設 理学療法士科（昼間）、作業療法士科（昼間）、あん摩マッサージ指圧師はり師きゅう師科（昼間）、はり師きゅう師科（昼間）、はり師きゅう師科（夜間）、柔道整復師科（昼間）、柔道整復師科（夜間）

### 福岡県
- 第一医療リハビリテーション専門学校 ： 柔道整復学科（昼間・夜間3年制） 柔道整復師国家試験受験資格 理学療法士科（昼間）、理学療法士科（夜間）、作業療法士科（昼間）、作業療法士科（夜間）、はり師きゅう師科（昼間）、はり師きゅう師科（夜間）、柔道整復師科（昼間）、柔道整復師科（夜間） (協会加盟校)
- 福岡医健専門学校 ： 柔道整復科（昼間部・夜間部3年制） 柔道整復師試験受験資格 理学療法士科（昼間）、理学療法士科（夜間）、作業療法士科（昼間）、はり師きゅう師科（昼間）、柔道整復師科（昼間）、柔道整復師科（夜間） (協会加盟校)
- 福岡医療専門学校 ： 鍼灸科（昼間）、柔道整復科（昼間）、柔道整復科（夜間）、理学療法科（昼間）

### 佐賀県
- 九州環境福祉医療専門学校 ： 社会福祉士通信学科、精神保健福祉士通信学科、鍼灸師科（昼間）、鍼灸臨床研修科（昼間）、歯科衛生士科（昼間）、歯科技工士本科（昼間）、歯科技工士専攻科（昼間）、柔道整復師科（昼間）、柔道整復師科（夜間） (協会加盟校)

### 長崎県
- こころ医療福祉専門学校 ： 福祉専門学校に改名、上銭座校舎へ移転、理学療法科、柔道整復科設置 *柔道整復科（昼間・夜間3年制） - 柔道整復師試験の受験資格 ： 理学療法士科（昼間）、はり師きゅう師科（昼間）、はり師きゅう師科（夜間）、柔道整復師科（昼間）、柔道整復師科（夜間）
- 長崎柔鍼スポーツ専門学校 ： 柔道整復師学科（昼間・夜間3年制） 柔道整復師試験の受験資格 はり師きゅう師科（昼間）、柔道整復師科（昼間）、柔道整復師科（夜間）

### 大分県
- 学校法人平松学園 大分医学技術専門学校 ： はり師きゅう師科（昼間）、柔道整復師科（昼間）

### 鹿児島県
- 今村学園ライセンスアカデミー 医療系の柔道整復師、食品系の製菓衛生師、調理師、栄養士、柔道整復師 ： 柔道整復師科（昼間）
- 鹿児島第一医療リハビリ専門学校 ： 柔道整復学科（昼間3年制） 柔道整復師国家試験受験資格 理学療法士科（昼間）、作業療法士科（昼間）、はり師きゅう師科（昼間）、言語聴覚士科（昼間）

### 沖縄県
- 白井学園セルテック柔道整復師養成学院 ： 柔道整復師科（昼間）、柔道整復師科（夜間）
- 琉球リハビリテーション学院 ： 理学療法士科（昼間）、理学療法士科（夜間）、作業療法士科（昼間）、作業療法士科（夜間）、柔道整復師科（昼間）、言語聴覚士科（昼間）